# Ventilador de teto
Um ventilador de teto (português brasileiro) ou ventoinha de teto (português europeu) é um ventilador montado no teto de uma sala ou espaço, geralmente alimentado eletricamente, que usa pás rotativas montadas em um eixo para circular o ar. Eles resfriam as pessoas de forma eficaz, aumentando a velocidade do ar. Os ventiladores não reduzem a temperatura do ar ou a umidade relativa, ao contrário dos equipamentos de ar condicionado, mas criam um efeito de resfriamento ao ajudar a evaporar o suor e aumentar a troca de calor por convecção. Os ventiladores podem adicionar uma pequena quantidade de calor à sala principalmente devido ao calor residual do motor, embora parcialmente devido ao atrito. Os ventiladores usam significativamente menos energia do que o ar condicionado, pois o ar de resfriamento é termodinamicamente caro. No inverno, um ventilador de teto também pode ser usado para trazer o ar quente, que naturalmente sobe, de volta aos ocupantes. Isso pode afetar as leituras do termostato e o conforto dos ocupantes, melhorando assim a eficiência energética do controle climático.

## Galeria

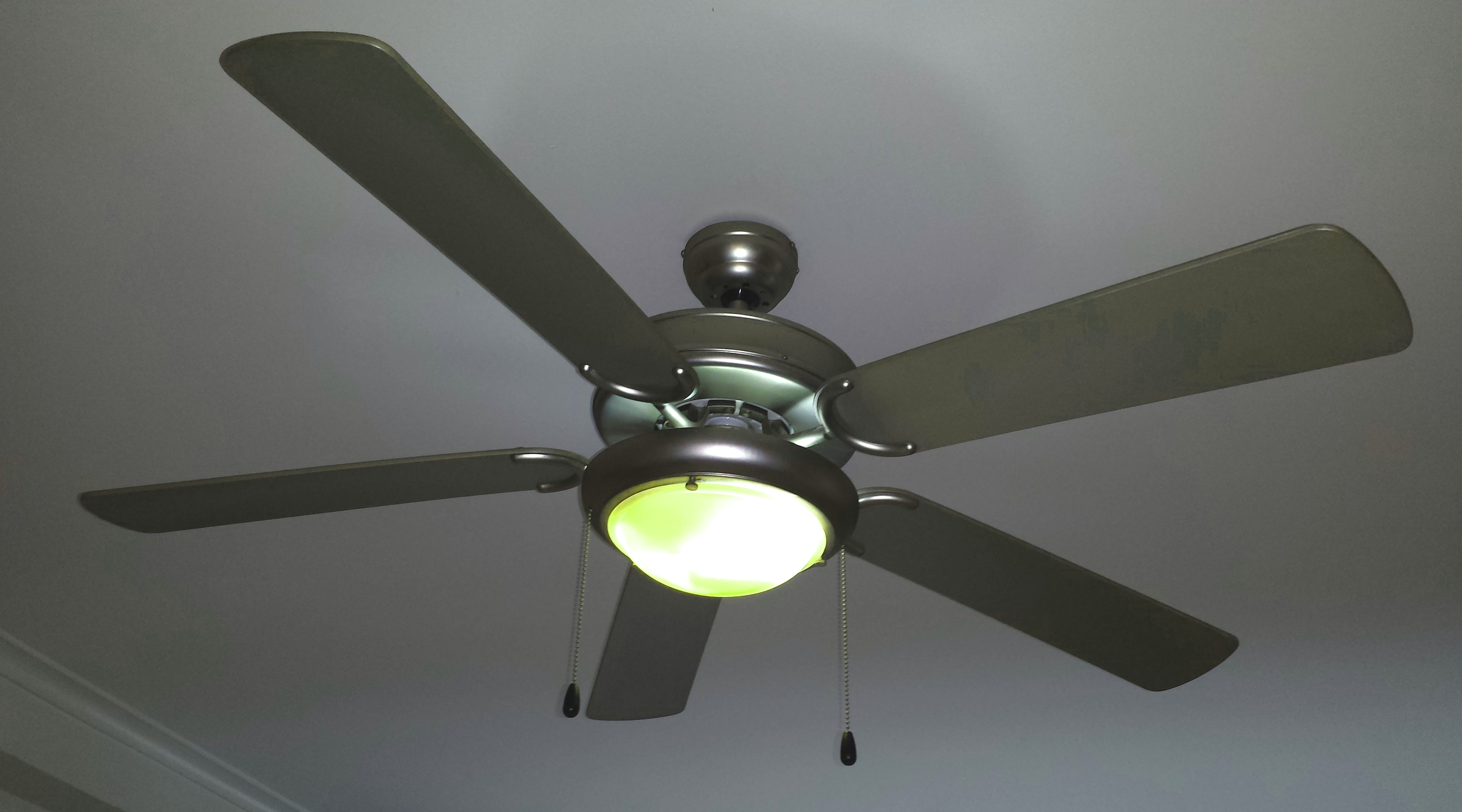
Ventilador de teto com lâmpada integrada
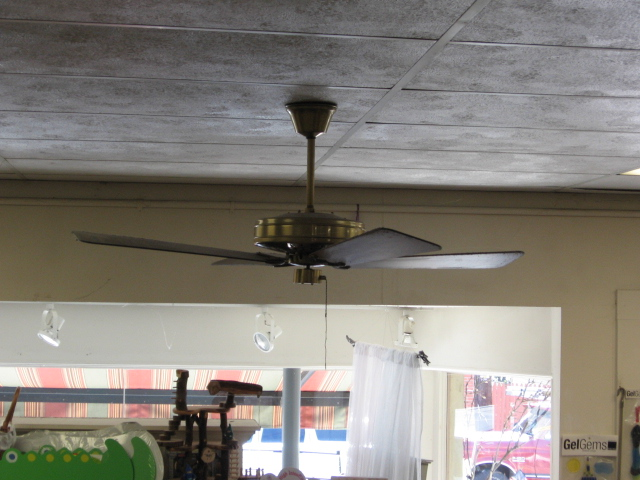
Ventilador de teto FASCO
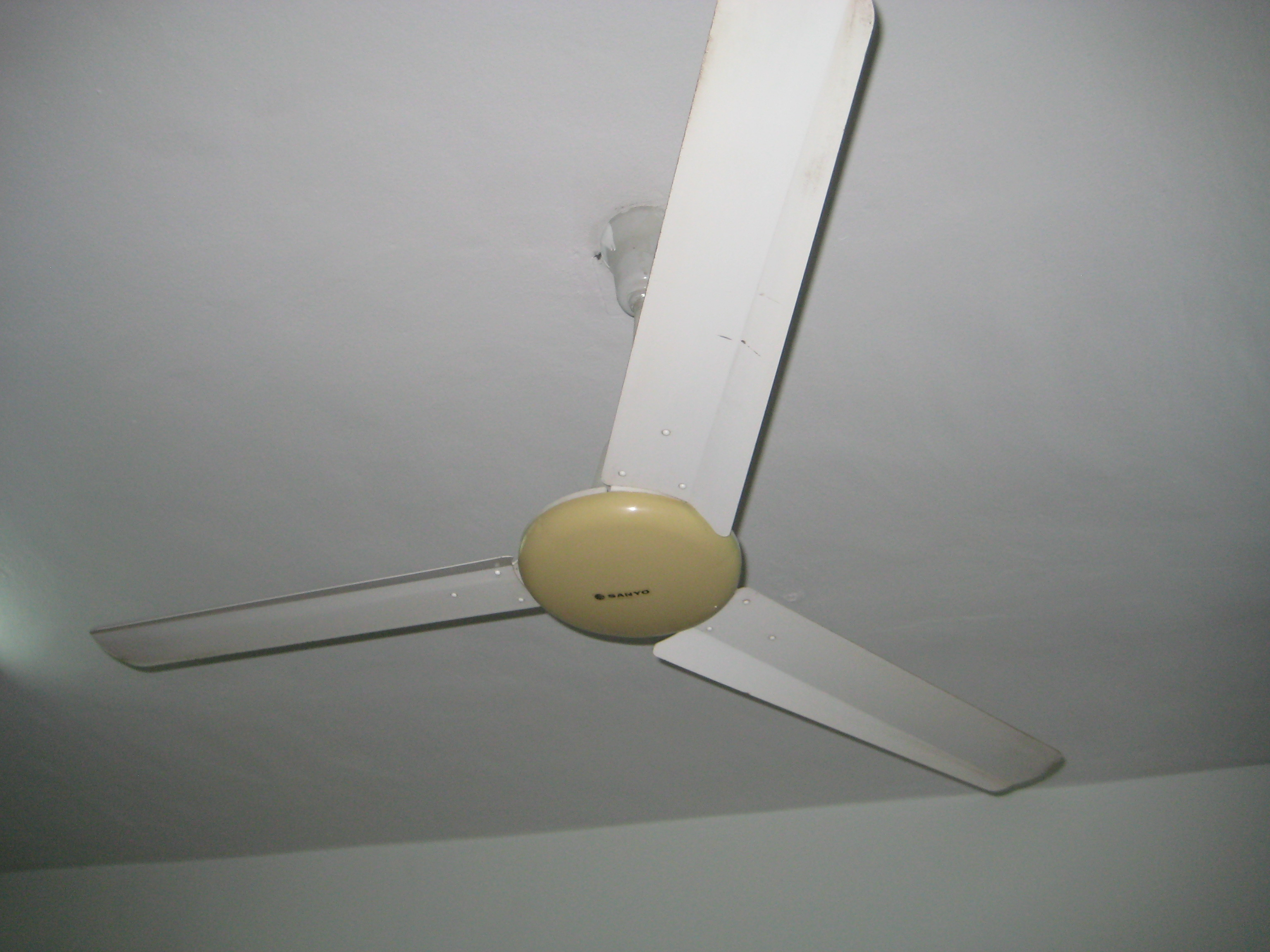
Ventilador de teto da marca Sanyo
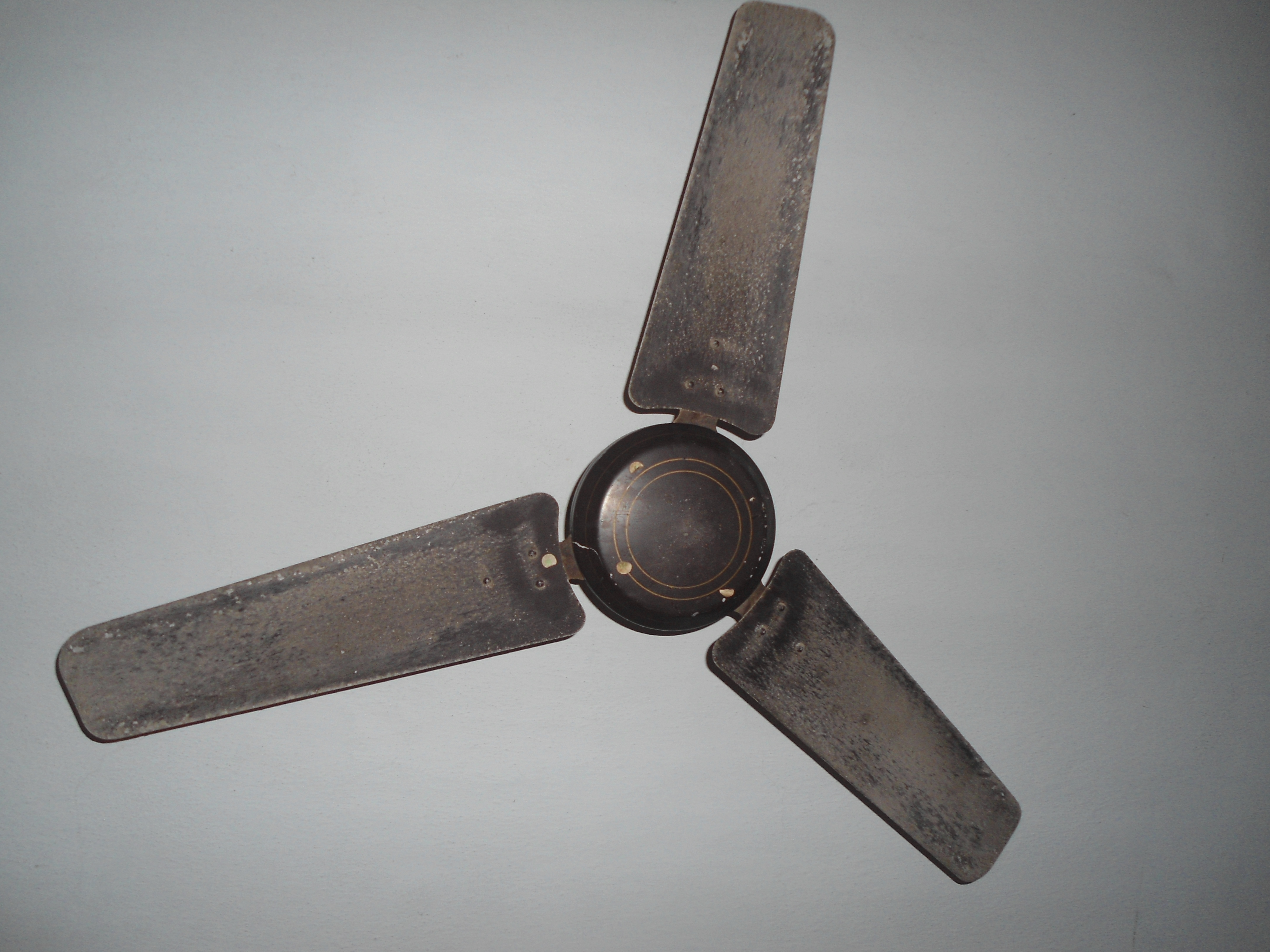
Um ventilador de teto antigo de Madhurawada, Visakhapatnam, Índia
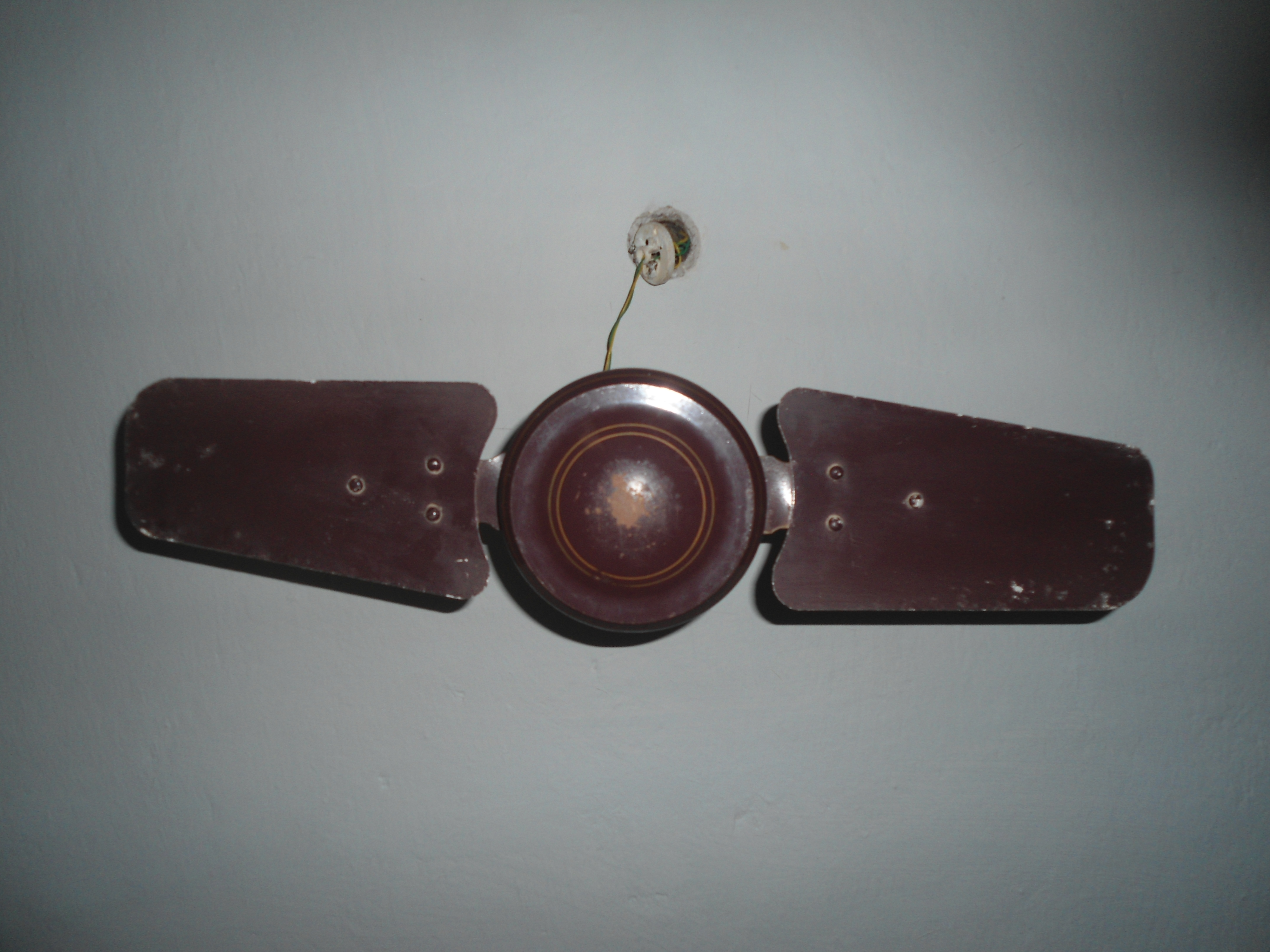
Um ventilador de teto de duas pás da Índia